# Пётр Смирнов (алкогольная фирма)
Пётр Смирнов — виноторговая фирма и производитель алкогольных напитков, один из лидеров алкогольного рынка Российской Империи. Был удостоен звания Поставщика Двора Его Императорского Величества. На территории Российской империи завод имел 6 фирменных магазинов. Продукция поставлялась к императорскому двору Австрии, королевским дворам Швеции и Испании. Производитель известной во всем мире «Смирновки».

## История
Фирма была основана Петром Арсеньевичем Смирновым в 1863 году, когда он приобрел ренсковый погреб на Пятницкой улице. Погреб в кратчайшие сроки был переоборудован под производство алкогольных напитков. К середине 1860-х годов Смирнов расширился, купил еще несколько ренсковых погребов. Также был приобретен водочный завод купца Шихобалова на Пятницкой улице. В 1867 году Пётр Смирнов купил дом на углу Пятницкой улицы и Обводного канала и перевел туда водочный завод.
В 1871 году Смирнов был зачислен в 1 купеческую гильдию, а его завод был одним из 30 московских фирм, поставлявших продукцию как по всей территории Российской Империи, так и в Среднюю Азию.
К середине 1880-х годов Смирнов возвел на Овчинниковской набережной 6 заводских корпусов. Предприятие было укомплектовано по последнему слову техники: работали паровые машины с 6 котлами, обеспечивающими давление в 160 атмосфер. Высокое качество продукции позволило экспортировать напитки Смирнова за рубеж. На этикетках появилась надпись «P. A. Smirnoff».
В 1886 году фирма Смирнова удостоилась звания Поставщика Двора Его Императорского Величества. На этикетках Петра Смирнова появился третий герб.
Были открыты отделения фирмы в Нижнем Новгороде и Баку. В Москве торговля велась в нескольких магазинах, самые известные из них — на Пятницкой улице и Чугунного моста и на Тверской.
Всероссийская художественно-промышленная выставка 1882 года сделала фирму Смирнова еще более известной. Специально для выставки были разработаны особые ликеры, водки, наливки и вино. Петр Смирнов получил медаль «За усердие» на ленте святого Андрея Первозванного.
Пётр Смирнов не ограничивался отечественным рынком, демонстрируя свою продукцию на всемирных выставках. Успех фирмы на международной арене, особенно на Всемирной выставке в Брюсселе в 1897 году, позволил Смирнову поставлять продукцию королю Швеции. Право стать поставщиком двора короля Испании было получено уже в 1910 году.
Были открыты отделения фирмы в Лондоне, Париже и Нью Йорке. Продукция Петра Смирнова продавалась в Токио, Риме, Мадриде, Харбине и Шанхае.
В 1893 году старший Петр Смирнов, сын Петра Арсеньевича Смирнова, начал подготовку к утверждению «Товарищества водочного завода, складов вина и спирта и русских и иностранных виноградных вин П. А. Смирнова в Москве».
Московский генерал-губернатор А. С. Костанда сообщил министру финансов С. Ю. Витте о фирме Смирнова: 

 «… имеет в Москве девять домов, водочный завод и дачу, не заложенные ни в кредитном обществе, ни у частных лиц, и сверх того арендует в Москве же двадцать один склад русских и иностранных вин, водок и спирта» 
Правление начало работу в 1894 году Основной капитал состоял из 3 миллионов рублей, разделенных на 600 паев. Товарищество сохранило за собой право размещать на этикетках четыре государственных герба.
Правление состояло из трех директоров, выбираемых на три года, и одного кандидата. Первым директором стал сам Петр Арсеньевич членами правления — родственники Смирнова. Держателем контрольного пакета акций (583 пая) был сам П. А. Смирнов.
В 1897 году устав товарищества претерпел изменения: директоров стало четыре, так как сын П. А. Смирнова, Владимир, достиг совершеннолетия.
Реформы Витте и постепенный переход на государственную монополию по торговле водкой привели к тому, что предприятия Смирнова стали часть проверяться ревизорами, недоброжелателями был запущен слух, что «Смирновка уже не та». Государственная монополия набирала силу, и результатом стало падение производства у Смирнова в 15 раз.
28 ноября 1898 года Пётр Смирнов умер. Через несколько месяцев от инсульта умерла его супруга. Её имущество (1, 89 млн рублей) было разделено между её детьми. Сын Алексей получил деревянные палатки и амбары, находившиеся в Гостином Дворе, а также различные земельные участки. Общая стоимость полученного наследства составила 500 тысяч рублей. Другой сын, Сергей, стал владельцем лавки на Нижегородской ярмарке и двух владений в Москве, в Пятницкой и Якиманской частях. Стоимость наследства также составила 500 тысяч рублей. Остальные владения: легендарный дом на Пятницкой, дома на Мещанской улице и имение в Кунцево перешли к другим детям Шустова — Петру, Николаю, Владимиру и Александре.
Введение винной монополии пошатнуло бизнес Смирновых Почти одновременно с этим компания утратила эксклюзивное право на поставку кагора во все храмы Российской Империи. Для того, чтобы выправить тяжелое финансовое положение, Смирновы начали заменять дорогие ингредиенты (натуральные фрукты и ягоды) более дешевыми аналогами — эссенциями. Но и эти меры ни к чему не привели.
В 1902 году братьями Смирновыми был поднят вопрос о ликвидации товарищества. Была создана ликвидационная комиссия для продажи имущества фирмы. Деньги были поделены между акционерами. Единственным владельцем торгового дома стал Пётр Петрович Смирнов. Его партнером стала супруга, Евгения Ильинична, однако давать распоряжения и управлять делами была лишь у Петра. Несмотря на деловую хватку Смирнова, производительность завода снижалась. К 1908 году оборот фирмы был 7 млн рублей, на заводе трудилось 500 человек.
В 1910 году Пётр Петрович Смирнов скончался. Евгения Ильинична Смирнова мало занималась фирмой, предпочитая развивать кинотеатр, открытый на Тверском бульваре. Производительность фирмы к 1910 году упала до 156 тысяч ведер, количество сотрудников было сокращено до 306.
В 1911 году винный склад в Петровске продолжал торговлю вином, а к рубежу 1912—1913 годов финансовое положение товарищества стало катастрофическим. В Государственном банке возникла дебиторская задолженность, помещения предприятий стали сдаваться в аренду. От работы в фирме были отстранены Николай и Дмитрий Венедиктовичи Смирновы, трудившиеся с момента основания предприятия. В 1911 году на товарищество поступила жалоба от петербургского купца И. П. Баумана, заявившего о недобросовестной конкуренции со стороны Смирновых. В результате было начато громкое разбирательство, и товариществом было подтверждено только временное звание Поставщика Двора Его Императорского Величества.
В 1917 году Евгения Ильинична зарегистрировала брак с Умберто Делла Валле Риччи, послом Италии в России, стала гражданкой Италии и навсегда покинула Россию.
Фирма продолжала свою работу, но с 1918 года процесс национализации коснулся и Смирновых. Все напитки были изъяты и свезены на водочные склады № 1 и № 2 (бывшие Петра Смирнова и Ивана Смирнова). Были национализированы винные склады, ренсковые погреба и винные лавки. К середине 1919 года функционировало лишь безалкогольно-уксусное производство на Овчинниковской набережной, однако и оно было вскоре закрыто.

### Торговый дом братьев Смирновых
Старшие сыновья Петра Смирнова в складчину приобрели все активы Товарищества за 2, 219 млн рублей. В 1903 году был учрежден торговый дом «Пётр, Николай и Владимир Петровичи Смирновы, торгующие под фирмой П. А. Смирнова в Москве». Все награды, а также звание Поставщика Двора Его Императорского Величества автоматически перешли к новой организации. Путем ликвидации товарищества и последующей сделки все имущество фирмы оказалось в руках старших братьев, а младшие братья навсегда покинули бизнес. Основной капитал нового торгового дома состоял из 600 тысяч рублей, поделенный поровну между собственниками. Завод производил продукции на 8 миллионов рублей в год, на предприятии трудилось более 770 сотрудников.
Братьям тяжело давалось принятие коллегиальных решений. Николай Петрович Смирнов страдал алкоголизмом и вскоре был признан Московским губернским управлением недееспособным. В 1905 году под давлением старших братьев он покинул список акционеров. Вслед за ним бизнес оставил Владимир Петрович Смирнов, впоследствии занявшийся разведением лошадей.

## Объемы производства
К 1873 году годовой объем производства составлял более 100 тысяч ведер на 600 тысяч рублей.
В 1875 году на Пятницкой улице был открыт оптовый склад вина и спирта, а также склад виноградных вин. Количество сотрудников было увеличено до 100 человек, а объемы производства выросли до 1 миллиона рублей к год.
К концу 1880-х годов на предприятии трудилось более 1500 человек. Для очистки дистиллятов ежегодно использовалось более 180 тысяч пудов березового угля.
В год предприятие Петра Смирнова разливало более 45 миллионов единиц тары. Ежегодный расход на пробки составлял 120 тысяч рублей.
Петру Смирнову принадлежало 16 складов. Ревизор Департамента неокладных сборов Минилов в 1894 году написал: 

 «Погреба содержатся в большой чистоте и примерном порядке, температура в них поддерживается около 12 градусов. Чтобы нагляднее показать их размер, достаточно упомянуть о том, что в день моего посещения там находилось 14237 бочек. Если считать длину бочки в среднем в полтора аршина и поставить все бочки в одну линию, днище к днищу, то такая линия имела бы протяжение в 14 с лишком вёрст. Посетителя этих складов прежде всего поражает громадность запасов виноградного вина в бочках. Ко времени моего посещения погребов П. А. Смирнова в таковых находилось 546947 вёдер виноградного вина» 
В 1896 году оборот фирмы составил 20 миллионов рублей, в казну было уплачено 10 миллионов рублей.

## Ассортимент
В прейскурантах фирмы Петра Смирнова было не менее 400 наименований алкогольных напитков. Вина отечественные: дагестанские, крымские, закавказские, бессарабские, кахетинские. Предлагалось более 170 наименований иностранных вин: регионы Бордо и Бургундия, португальские, токайские и лиссабонские вина. Предлагалось более 150 напитков собственного производства: водки, ликеры и настойки. Использонаявались привлекательные названия: «Княженичная», «Охотничья», «Поляничная», «Морская», «Калганка», «Сухарная», «Нежинская рябиновая», «Москвитянка», «Ерофеич», «Афганская горечь».
Особой популярностью у клиентов пользовались столовые вина № 20, 31, 32, 40, но больше всего — № 21. и «Нежинская рябина». Для последнего напитка Смирнов покупал свежие ягоды, причем контроль за закупкой осуществлял лично. Рябина из села Невежино Владимирской губернии показалась Смирнову исключительной, и он стал закупать сырье только оттуда. Чтобы конкуренты не могли узнать, где он берет такую рябину, Смирнов убрал из названия две буквы. Особое внимание Смирнов уделял качеству воды, лично снимая пробы. Известно, что продукция фирмы Смирнова изготавливалась на основе мытищинской воды.
Был разработан экспортный вариант игристых вин под номерами 161 и 162, это было русское шампанское.

## Социальная поддержка работников
Условия труда Петра Смирнова для того времени были прогрессивными. Рабочим за минимальную плату предоставлялось жилье в специально возведенном для них доме. Один из домов, рассчитанный на 200 семей, был оборудован яслями и детским садом, аптекой, баней и приемным покоем. Заработная плата составляла от 18 до 25 рублей. Тем работникам, кто трудился на предприятии более 25 лет, полагалась пожизненная пенсия.
Штрафы на предприятиях были невысоки. Социальная поддержка работников стала одной из причин того, что в начале XX века на предприятии Смирнова не было ни одной забастовки.

## Награды
- Всемирная выставка в Вене (1873 г.) — почетный диплом.
- Выставка в Филадельфии (1876 г.) — золотая медаль.
- Право размещать государственный герб на продукции фирмы — 1877 г.
- Всемирная выставка в Париже (1878 г.) — золотая медаль
- Всероссийская художественно-промышленная выставка (1882 г.) — золотая медаль и право помещать на продукции второй герб
- Всемирная выставка в Париже (1886 г.) — золотая медаль
- Всемирная выставка в Париже (1889 г.) — золотая медаль
- Звание Поставщика Двора Его Императорского величества (1886 г). Появилось право размещать третий герб на продукции фирмы.
- Выставка в Чикаго (1893 г.) — золотая медаль[9].
- Всемирная выставка в Барселоне (1888 г.) — золотая медаль.
- Всероссийская промышленная и художественная выставка в Нижнем Новгороде (1896 г.) — золотая медаль и право называться поставщиком Великого князя Сергея Александровича
- Выставка в Стокгольме — золотая медаль.